# Handeliodendron
Handeliodendron bodinieri — рідкісне листяне дерево/кущ, що походить із Китаю (пн.-зх. Гуансі, пд. Гуйчжоу) та єдиний вид монотипного роду Handeliodendron. Населяє ліси, узлісся, галявини, скелясті балки, печери та ущелини скель у карстових вапнякових гірських районах; на висотах 500—1200 метрів.

## Морфологічна характеристика
Це дерева чи кущі до 15 метрів заввишки, голі всюди, крім квітів. Ніжка листка 4–11 см. Пластинки листочків від еліптичних до звобратноланцетних, 3–12 × 1.5–6.5 см, основа широко-клиновата, верхівка від загостреної до хвостатої; бічних жилок 9–12 пар. Чашолистки 2–3 × ≈ 1 мм, видовжено-еліптичні чи ± яйцюваті, біля осі вкриті білуватими кулястими сосочками, край густо війчастий, верхівка притуплена. Пелюсток 4 чи 5, від жовтого до білого, 5–9 × 1.5–2 мм, знизу ворсинчаті, зверху голі, край щільно війчастий. Тичинок 7 чи 8, 5–10 мм. Зав'язь ≈ 2.5 мм, гола. Коробочка оранжево-коричнева, плямиста, 22–35 × 5–18 мм. Квітне у березні — травні, плодить у липні й серпні (макс. до жовтня). Насіння багате олією, що робить його привабливим для диких тварин.

## Класифікація
Рід споріднений з Aesculus (кінський каштан) і Billia, і класифікується в підродині Hippocastanoideae.